# Národní galerie (Berlín)
Národní galerie (německy Nationalgalerie) v Berlíně je organizace sdružující několik muzeí, věnovaných výtvarnému umění s těžištěm sbírek od 19. století do současnosti. Prezentace Národní galerie tak navazuje na Obrazovou galerii, která se věnuje předchozím etapám dějin umění.
Národní galerie zahrnuje tyto instituce:
- Stará Národní galerie (německy Alte Nationalgalerie) na Ostrově muzeí, sbírky 19. století
- Nová Národní galerie (německy Neue Nationalgalerie), sbírky 20. století v budově, jejímž architektem byl Ludwig Mies van der Rohe
- Berggruenovo muzeum (německy Berggruen Museum), sbírka klasiků malby 20. století, již vytvořil Heinz Berggruen
- Sbírka Scharfa a Gerstenberga (německy Scharf-Gerstenberg Collection) pokrývající zejména francouzské umění od romantismu po surrealismus
- Hamburské nádraží (německy Hamburger Bahnhof), muzeum současného umění

Do roku 2012 sem patřila ještě sochařská sbírka v kostele ve Friedrichswerderu (německy Friedrichswerdersche Kirche), ta však musela být zavřela poté, co na kostele vznikly v důsledku stavebních prací v sousedství trhliny a stavba začala hrozit zřícením.